# Zelena sumporna bakterija
Zelene sumporne bakterije (Chlorobiaceae) familija su obligatnih anaerobnih fotoautotrofnih bakterija. Zajedno sa nefotosintetičkim Ignavibacteriaceae, one formiraju razdeo Chlorobi.
Zelene sumporne bakterije su nepokretne (izuzev Chloroherpeton thalassium, koja može da klizi) i imaju spostobnost bezoksigene fotosinteze. Za razliku od biljki, zelene sumporne bakterije uglavnom koriste sulfidne jone kao elektronske donore. One su autotrofi koji koriste reverzni ciklus trikarboksilne kiseline za fiksiranje ugljen dioksida. Zelene sumporne bakterije se često sreću u dubokom moru, gde je dostupnost svetla niska.

## Literatura
- Green BR (2003). Light-Harvesting Antennas in Photosynthesis. стр. 8. ISBN 978-0-7923-6335-4.

## Spoljašnje veze
- „The Family Chlorobiaceae”. The Prokaryotes. Архивирано из оригинала 17. 11. 2003. г. Приступљено 5. 7. 2005.